# Kandel
Kandel é uma cidade da Alemanha localizada no distrito de Germersheim, estado da Renânia-Palatinado.
É membro e sede do Verbandsgemeinde de Kandel.